# Pierre Hénault
Pierre Hénault, né le 25 février 1892 à Paris  et mort le 12 février 1971 dans la même ville, est un homme politique français.

## Biographie
Pierre Hénault est né le 25 février 1892 à Paris. Il a été un combattant des deux guerres mondiales et fut un résistant authentique. Avant la Seconde Guerre mondiale, il est industriel et administrateur de sociétés. Il a adhéré très tôt aux Croix-de-feu. Il devient membre du comité directeur de l'Alliance démocratique. Il est hostile à la participation de Pierre-Étienne Flandin au cabinet de Albert Sarraut. En 1936, il se présente aux législatives en Moselle, dans la circonscription de Château-Salins contre trois autres candidats modérés mais il est battu.
À la Libération, il est industriel et administrateur de sociétés. Il appartient au Mouvement de libération nationale. Il est l'un des fondateurs du Parti républicain de la liberté: membre de son comité exécutif et vice-président en 1946 et en 1947. Il est candidat dans la Manche sur la liste PRL, en troisième position le 2 juin 1946 et en deuxième position, derrière Joseph Lecacheux, le 10 novembre 1946. Il n'est pas élu mais on lui offre un lot de consolation : il est élu par l'Assemblée nationale à l'Assemblée de l'Union française en 1946. Il y siège peu de temps car la désignation de Joseph Lecacheux au Conseil de la République l'envoie au Palais Bourbon en novembre 1948.
Ses centres d'intérêt sont ceux d'un élu de droite d'un département rural : lutte contre le dirigisme et défense de l'économie libérale, défense de ses électeurs paysans et des sinistrés, interventions en faveur des producteurs de boissons alcoolisées. 
Pour l'élection de la deuxième Assemblée nationale, il accepte d'être en deuxième position sur la liste RPF conduite par Claude Hettier de Boislambert. Celui-ci pouvait espérer que la notoriété de Pierre Hénault drainerait vers la liste gaulliste l'électorat modéré. Les sièges ont été répartis à la représentation proportionnelle. La liste du Rassemblement obtient 61 249 voix sur 199 487 suffrages exprimés. Elle arrive ainsi en tête devant les listes MRP, socialiste et celle de l'Union des Indépendants, des Paysans et des Républicains nationaux conduite par Jean-Michel Guérin du Bosq de Beaumont.
Pierre Hénault s'inscrit au groupe RPF. Mais il reste très proche du PRL et il n'adhère pas à la stratégie définie par le général de Gaulle d'opposition systématique à la IVe République. Aussi, vote-t-il, avec vingt-six autres élus RPF, l'investiture d'Antoine Pinay et s'inscrit peu après au groupe de l'Action républicaine et sociale. Il a été membre de l'Assemblée de l'Union française. 
Le 2 janvier 1956, Pierre Hénault conduit la liste du Centre national des indépendants, des paysans et d'Action républicaine et sociale. Claude Hettier de Boislambert conduit lui une liste du Centre national des républicains sociaux. Deux listes quand il n'y en avait qu'une en 1951. Pierre Hénault se rallie donc à Antoine Pinay.  Avec 34 053 voix sur 206 624 suffrages exprimés et l'attribution des sièges aux listes apparentées, non seulement Pierre Hénault est réélu mais il fait élire son deuxième de liste Jean Brard. En revanche, Claude Hettier de Boislambert n'est pas réélu. 
Pierre Hénault s'inscrit au groupe des Indépendants et paysans d'action sociale (IPAS) et est nommé membre de la Commission des territoires d'outre-mer, membre suppléant de la Commission des finances et membre de la Haute Commission de l'organisation commune des régions sahariennes (1957).  
Le 1er juin 1958, Pierre Hénault vote l'investiture du général de Gaulle et le 2 juin accorde les pleins pouvoirs au gouvernement. Il est réélu député le 30 novembre 1958 et, le 8 juillet 1959, membre du Sénat de la Communauté.

## Sources
- Jean-François Colas, Les Droites nationales en Lorraine dans les années 1930 : acteurs, organisations, réseaux, thèse de doctorat, Université de Paris X-Nanterre, p. 76
- De Gaulle et le RPF : 1947-1955, Paris, Armand Colin, 1998, p. 344